# Philautus eximius
Philautus eximius är en groddjursart som beskrevs av Shreve 1940. Philautus eximius ingår i släktet Philautus, och familjen Rhacophoridae. Inga underarter finns listade i Catalogue of Life.